# La gazzetta
La gazzetta ist eine Oper in zwei Akten (Originalbezeichnung: „dramma per musica“) von Gioachino Rossini (Musik). Das Libretto von Giuseppe Palomba basiert auf Gaetano Rossis Libretto Avviso al pubblico, das 1814 von Giuseppe Mosca vertont worden war und auf der 1763 erschienenen Komödie Il matrimonio per concorso von Carlo Goldoni beruht. Die Uraufführung fand am 26. September 1816 im Teatro dei Fiorentini in Neapel statt.

## Handlung
Don Pomponio gibt eine Heiratsanzeige für seine Tochter Lisetta auf, um den perfekten Schwiegersohn zu finden. Diese jedoch liebt Filippo, den Wirt des Gasthofes, in dem sich die Bewerber vorstellen sollen. Ebenfalls dort anwesend sind der Reisende Anselmo und seine Tochter Doralice. Ein weiterer Reisender, Alberto, will sich das annoncierte Mädchen ansehen und verliebt sich stattdessen in Doralice, die ihr Vater aber Monsù Traversen verspricht. Die wichtigtuerische Madama La Rose treibt die Handlung zusätzlich voran. Es kommt zu einer Reihe von turbulenten Verwechslungen und Verkleidungsspielen, bis sich die Paare bei einem Maskenball aus dem Staub machen, um zu heiraten. Den Vätern bleibt nichts anderes übrig, als sich damit abzufinden.

### Erster Akt
Lieblicher Garten; auf einer Seite schattige Wege, Statuen, Brunnen und Getränkeläden
Szene 1. Eine Gruppe von Reisenden genießt das Leben in den umgebenden Cafés, unter ihnen Madama La Rose und Monsù Traversen (Introduktion: „Chi cerca il piacere“). Der junge Alberto gesellt sich zu ihnen. Traversen bemerkt einen Zeitungsjungen und ruft ihn herbei. Alle sind wild auf die darin stehenden Neuigkeiten. La Rose erkundigt sich bei Alberto, ob er auf seiner Suche nach einer passenden Frau Erfolg hatte. Alberto verneint. Er habe weder in Italien noch in Deutschland, in Holland oder sonst wo auf der Welt ein perfektes Antlitz gefunden. Ein junger Mann kommt mit der Zeitung, und sie fangen an zu lesen.
Szene 2. Der vornehm und affektiert gekleidete Don Pomponio tritt mit zwei Lakaien auf. Er beklagt sich in neapolitanischem Dialekt bei seinem Diener über die Schwierigkeiten, einen Gatten für seine Tochter Lisetta zu finden (Cavatine: „Co sta grazia, e sta portata“). Er habe bereits vergeblich bei den Franzosen, Russen, Spaniern, Italienern und anderswo gesucht, und auch eine Zeitungsannonce aufgegeben. Unterdessen entdeckt La Rose diese Anzeige in der Zeitung. Alberto liest vor: Ein reicher extravaganter ehemaliger Kaufmann sei eingetroffen und suche einen Ehemann für seine Tochter. Die Bewerber sollen sich im „Aquila“ zum Wettbewerb einfinden. Die Anzeige reizt die Gruppe zum Lachen. Der mithörende Pomponio ist froh, nicht erkannt worden zu sein. Alberto jedoch zeigt Verständnis. Traversen möchte mehr herausfinden und fragt den Zeitungsjungen nach dem Inserenten. Dieser zeigt auf Pomponio. La Rose und Traversen necken ihn, bis Alberto der Szene ein Ende bereitet (Quartett: „Mio signore / Patrò mio“).
Eleganter Saal in Filippos Wirtshaus
Szene 3. Der Gastwirt Filippo weiß, dass Pomponios Suche vergeblich sein wird, da seine Tochter bereits ihm ihre Liebe geschworen hat. Anselmo kommt und bucht zwei Zimmer für sich und seine Tochter Doralice. Nachdem die beiden sich in ihre Zimmer zurückgezogen haben, denkt Filippo weiter über seine Zukunft nach. Lisettas Vater werde sicher nicht damit einverstanden sein, sie einem Gastwirt zu überlassen.
Szene 4. Lisetta kommt elegant gekleidet herein und singt ein Loblied auf die Liebe, die Mode und das Vergnügen (Arie: „Presto, dico“). Sie lässt sich von Filippo ihren guten Geschmack bestätigen.
Szene 5. Alberto erscheint als erster zum Vorstellungsgespräch. Er schaut sich um und sieht, dass Lisetta der Beschreibung in der Annonce entspricht. Filippo jedoch streitet dies ab und behauptet, er sei ihr Ehemann. Er entfernt sich mit Lisetta.
Szene 6. Doralice hat inzwischen ihr Zimmer besichtigt und kehrt zufrieden zurück. Alberto glaubt, sie sei das annoncierte Mädchen und spricht sie darauf an. Doralice ist zunächst überrascht. Da aber die Beschreibung auf sie und ihren Vater passt, bricht sie entsetzt über dessen Tat in Tränen aus. Alberto versucht vergeblich, sie zu beruhigen und erklärt, sich bereits in sie verliebt zu haben. Mit dem Hinweis, dass die Entscheidung bei ihrem Vater liege, geht Doralice.
Szene 7. Alberto ist von seinen Gefühlen überrascht worden. Eigentlich hatte er nur etwas Spaß gesucht, aber nun hat er sich ernsthaft verliebt. Als Pomponio den Saal betritt, bittet er ihn um die Hand seiner Tochter. Pomponio fragt nun kritisch, was Alberto vorzuweisen habe. Aber schon der Name „Alberto“ gefällt ihm nicht. Sein eigener Name „Pomponio Storione“ habe eine ganz andere Wirkung. Pomponio komme von Pompa, das auch in Pompilio, Pompeo und Pompeiano enthalten sei. Alberto weist darauf hin, dass „Storione“ (Stör) der Name eines Fisches sei. Pomponio entgegnet, dass er im Gegenteil von „storia“ (Geschichte) abgeleitet sei. Erst als Alberto seinen eigenen Nachnamen „de Filippi“ erklärt, der von Philipp von Mazedonien, dem Vater Alexanders des Großen, herrühre, lässt sich Pomponio beeindrucken und ist bereit, mit seiner Tochter zu reden. Alberto erwidert, dass er dies bereits getan habe und sie einverstanden sei. Er zieht sich in einen der Räume zurück.
Szene 8. Lisetta kehrt zurück, gefolgt von Filippo und Doralice, die das folgende Gespräch mit anhören. Pomponio teilt Lisetta mit, dass er sie soeben verheiratet habe. Filippo ist entsetzt. Lisetta erklärt ihrem Vater, dass sie auf keinen Fall durch Zeitungsanzeigen und Wettbewerbe verheiratet werden wolle, sondern ihren Mann selbst wählen möchte. Ihr Vater beschreibt ihr dennoch den Bewerber, einen gewissen „Felippo“. Nach dieser Namensverwechslung sind Lisetta und der lauschende Filippo beruhigt. Lisetta erklärt froh ihr Einverständnis mit der Heirat und verlangt Filippo zu sehen. Als dieser hervortritt, verweist Pomponio jedoch auf den soeben hereinkommenden Alberto. Dieser, Lisetta, Filippo und Doralice sind überrascht. Pomponio erläutert, dass Albertos Nachname von Philipp von Mazedonien herrühre und er ihn deshalb so genannt habe (Quintett: „Già nel capo un giramento“). Doralice ist empört, dass Alberto nun eine andere heiraten will, nachdem er ihr eben erst seine Liebe versprochen hatte. Alberto weist Pomponio darauf hin, dass seine Tochter bereits mit Filippo verheiratet sei, und Lisetta und Filippo bekräftigen, nur einander lieben und heiraten zu wollen. Pomponio ist empört. Im folgenden Tutti vergleichen alle ihren Kopf mit einer Schmiede, in der von allen Seiten Hammerschläge dröhnen. Sie gehen.
Szene 9. Madama La Rose betritt die Gaststube. Sie will den Wettbewerb beobachten und sich amüsieren. Auch Traversen will kommen. Inzwischen ist auch Doralice zurückgekehrt. Da sie immer noch Gefühle für Alberto hegt, will sie herausfinden, ob er sie tatsächlich betrogen hat. Auch versteht sie nicht, warum Filippo will, dass sie sich als seine Gattin ausgibt. La Rose erzählt Doralice von dem seltsamen Reisenden Don Pomponio, der hier wohne. Dieser erscheint mit seinen Dienern und beklagt sie bei ihnen über das Verhalten seiner Tochter und der anderen – was La Rose und Doralice amüsiert mit anhören. Er beschließt, Lisetta zu enterben und seinen Diener zum Drucker zu schicken, um ein neues Inserat aufzugeben. Diesmal will er eine Ehefrau für sich selbst suchen. Der Text dieser Anzeige ist gespickt mit anzüglichen Wortverwechslungen. So nennt er die Gallierinnen „galline“ („Hühner“), aus denen er sich „la più grassa“ („die fetteste“) heraussuchen möchte. Nun treten La Rose und Doralice hervor. Pomponio fragt sie, ob sie verheiratet sind. Als La Rose dies bestätigt, wendet sich Pomponio Doralice zu und macht ihr trotz seiner fünfzig Jahre den Hof. Doralice schmeichelt ihm zunächst, erklärt dann aber, dass ihr Herz nicht mehr ihr gehöre und sie seine Werbung daher leider ablehnen müsse. Wenn sie ihre Gefühle erklären könnte, würde sie Mitleid erregen. Sie hoffe aber, dass der Himmel sie eines Tages glücklich machen werde (Arie: „Ah, se spiegar potessi“).
Szene 10. Während Filippo seine Angestellten beim Aufräumen der Zimmer anspornt, versucht Pomponio zunächst vergeblich, mit ihm ins Gespräch zukommen. Schließlich wendet sich Filippo ihm zu und nennt ihn einen Esel, weil er tatsächlich geglaubt habe, dass Lisetta seine Verlobte sei. Er habe dies aber lediglich vorgegeben, weil Lisetta sich für die Zeitungsanzeige rächen wollte. In Wirklichkeit sei er mit La Rose verheiratet. La Rose, die dem Gespräch zugehört hat, bestätigt das. Filippo erklärt den Grund für die Reinigungsarbeiten. Ein reicher Quäker aus Kap-Breton sei auf dem Weg nach Holland, um dort ein Warenhaus zu eröffnen. Er befinde sich gegenwärtig in Paris, wo er die Zeitungsannonce über die übermenschliche Lisetta gelesen habe, und werde nun hier erwartet. Filippo und La Rose gehen.
Szene 11. Lisetta kommt herein, um ihrem Vater über den Antrag des Quäkers zu sprechen. Sie stellt sich ihre Zukunft als dessen Ehefrau in Holland vor. Pomponio weist sie darauf hin, dass ihr Geliebter Filippo ja sowieso bereits verheiratet sei. Lisetta ist empört über Filippos vermeintlichen Verrat. Ihr Vater kann sie nur besänftigen, indem er verspricht, sie tun zu lassen, was immer sie möchte (Duett: „Pe da’ gusto a la signora“).
Szene 12. La Rose, Traversen, Doralice, Anselmo und Alberto unterhalten sich über den geplanten Quäker-Streich. Nur Anselmo ist besorgt über etwaige ernste Folgen. Sie gehen wieder.
Szene 13. Lisetta, Pomponio und der grotesk als Quäker verkleidete Filippo kommen herein, gefolgt von weiteren vermeintlichen Quäkern. Filippo grüßt Pomponio in gebrochenem Italienisch mit holländisch anmutendem Akzent (Finale I: „Bondì te pater“). Pomponio antwortet zunächst auf dieselbe Weise, bestätigt Filippo dann aber, Italiener zu sein und kein Holländisch zu verstehen. Also wird das Gespräch auf Italienisch fortgeführt. Filippo erzählt, wie begeistert er von Lisettas Schönheit ist. Pomponio hört geschmeichelt zu, bis Lisetta dem Gast plötzlich vorwirft, ein Betrüger zu sein. Doralice, Anselmo, La Rose und Traversen erscheinen und der Akt endet in allgemeinem Durcheinander. Alberto weiß immer noch nicht, welches der Mädchen Pomponios Tochter ist. Doralice hat immer noch Gefühle für ihn. Lisetta weiß nicht, was sie von Filippo halten soll – vielleicht ist er ja doch unschuldig. Filippo hat ein schlechtes Gewissen und will sie besänftigen. Gleichzeitig ist er wütend auf Pomponio. Alle wünschen, dieser Schuft und Gauner möge tot umfallen.

### Zweiter Akt
Zimmer im selben Gasthof
Szene 1. La Rose freut sich noch immer über den gelungenen Streich (Arie: „Sempre in amore“). Traversen hat neue Pläne und bittet Anselmo um die Hand seiner Tochter Doralice. Dieser und La Rose stimmen erfreut zu. Doralice jedoch ist weniger begeistert. Traversen ergreift Doralices Hand, und alle gehen.
Szene 2. Alberto hat Traversen Hand in Hand mit Doralice beobachtet und fühlt sich betrogen. Er liebt sie, obwohl er inzwischen weiß, dass sie nicht das Mädchen aus der Zeitungsannonce ist. Traversen kehrt zurück und erzählt ihm, dass Anselmo seiner Heirat mit Doralice zugestimmt habe. Er sei nun auf dem Weg zum Notar. Entmutigt will Alberto Filippo um Rat fragen. Beide gehen.
Szene 3. Filippo ist verzweifelt, weil er nicht mehr mit Lisetta sprechen konnte, um das Missverständnis aufzuklären. Er befürchtet, dass sie in Kürze mit ihrem Vater abreist. Lisetta erscheint. Sie ist immer noch verärgert, reagiert wütend auf seine Erklärungen und behauptet, sie habe ihn nie geliebt. Erst als Filippo sich traurig von ihr verabschiedet, kann Lisetta ihre Gefühle nicht mehr unterdrücken und gesteht ihm ihre Liebe (Duett: „In bosco ombroso e folto“). Die beiden versöhnen sich und verlassen glücklich den Raum.
Szene 4. Alberto klagt über seine unglückliche Liebe zu Doralice (Rezitativ und Arie: „Chi creder mai poteva“).
Szene 5. Filippo hofft, dass ihm Lisetta nicht wieder genommen wird. Alberto wirft ihm seine Lügen vor. Er lässt sich aber besänftigen, als Filippo im mitteilt, dass Doralice ihm von ihrer Liebe zu ihm (Alberto) erzählt habe und er dafür sorgen wolle, dass sie bald heiraten können. Weil aber Pomponio beschlossen habe, noch heute abzureisen, habe er ihn zu einem Duell im Garten gefordert. Er wünscht, dass auch Alberto Pomponio herausfordere, damit die anderen genug Zeit haben, sich zu verkleiden. Alberto könne als Grund für die Forderung angeben, dass Pomponio ihm die Hand seiner Tochter versprochen und anschließend wieder entzogen habe. Filippo selbst hatte Pomponio vorgeworfen, dass der reiche Quäker seinetwegen das Gasthaus verlassen habe. Alberto hofft auf einen guten Ausgang.
Garten mit einem Landhaus
Szene 6. Begleitet von einem Diener, der seinen Degen trägt, betritt Pomponio den Garten. Er weiß nicht so recht, warum er sich überhaupt auf das Duell eingelassen hat. Obwohl er offensichtlich vor Furcht zittert, bekräftigt er seinem Diener gegenüber, keine Angst zu haben. Filippo erscheint, bereit zu Duell. Er beschuldigt Pomponio, durch sein Verhalten die Quäker vertrieben zu haben, was zu Einnahmeverlusten geführt hatte. Filippo zieht seinen Degen und drängt zu Kampf.
Szene 7. Alberto unterbricht die beiden. Pomponio versichert furchtsam, ein Krieger des Friedens und nicht des Krieges zu sein – aber niemand hört ihm zu. Alberto verlangt, als erster mit Pomponio kämpfen zu dürfen, denn der habe ihm erst seine Tochter versprochen und sie ihm dann verweigert. Da Filippo auf demselben Recht beharrt, beschließen sie, zunächst gegeneinander zu kämpfen (Terzett: „Primmo fra voi coll’armi“). Sie streiten eine Weile – ängstlich beobachtet von Pomponio – und kommen schließlich darin überein, auf den Kampf zu verzichten, falls Pomponio zugibt, ein Faulpelz („un poltrone“), ein bestialischer Mensch („un uom bestiale“), ein lächerlicher Reisender („un viaggiator ridicolo“), ein dummer Zeitungsnarr („un sciocco gazzettante“) und in jeder Hinsicht idiotisch („sconnessa in ogni cosa“) zu sein. Pomponio stimmt allem vorbehaltlos zu.
Zimmer
Szene 8. Doralice erklärt Lisetta das neueste Vorhaben Filippos (Szene und Arie: „Fatemi signorina, capir meglio“): Die beiden sollen in identischen türkischen Gewändern zur Feier erscheinen, während Alberto als afrikanischer Edelmann kommen will. Dann wollen sie gemeinsam fliehen, um zu heiraten. La Rose kommt hinzu und berichtet, dass der Plan zu scheitern drohe, weil Pomponio bereits abreisen wolle.
Szene 9. Pomponio tritt ein, um Lisetta abzuholen. Die Pferde seien bereits vorgespannt, und es soll nach Arabia Petraea gehen. Von diesem Ort hat Lisetta noch nie gehört. Sie weigert sich und provoziert so den Zorn ihres Vaters. Schließlich fällt sie auf einen Rat La Roses hin zum Schein in Ohnmacht. Doralice und La Rose klagen lautstark und rufen nach Wasser und Essig. Nach einer Weile kommt Lisetta wieder zu sich. Sie behauptet, im Paradies gewesen und dort von Helden begrüßt worden zu sein. Romulus habe ihr eine Blume, und Aeneas Kaffee gegeben. Dann hätten sie sie als die Lisetta aus der Zeitung erkannt und als unglückliche Tochter eines verrückten Vaters bemitleidet. Nun ist sie mit Schrecken wieder aufgewacht. Unterstützt von La Rose und Doralice fleht sie Pomponio an, nachzugeben, aber der bleibt bei seiner Entscheidung. Alle gehen.
Szene 10. Filippo hat alles für den Streich vorbereitet. Pomponio kommt und beschwert sich darüber, dass hier nun Türken und Christen zusammen wohnen sollen. Filippo entgegnet, er habe einen so großen Herrn wie Abdallid Falzul Carababà nicht ohne Lebensgefahr abweisen können. Der sei nach Paris gekommen, um Tänzerinnen für einen Maskenball zu suchen. Pomponio könne seine Tochter aber als Türkin verkleiden, um sie am Ball teilnehmen zu lassen. (Filippo will zu diesem Zeitpunkt längst mit ihr geflohen sein.) Er habe auch bereits ein passendes Kleid vorrätig. Dann bestehe Aussicht, dass der Afrikaner sich in Lisetta verliebe und sie heirate. Er sei aus Äthiopien, somit kein Mohammedaner, und habe große Güter überall in Abessinien. Zum Ball werden auch der Kaiser von China, der Schah von Persien, der Kalif von Ägypten und der Mogul von Chile erwartet, sowie die größten bärtigen Helden aus Libyen, Alzul Balà aus Marokko, Alì aus Baldugerì, Micazirà aus Guinea und der Bei von Tripolis. Von der ganzen Zeremonie werde in der Zeitung berichtet (Arie: „Quando la fama altera“).
Spärlich zum Ball beleuchteter Saal
Szene 11. Der maskierte Chor besingt Amor (Chor: „Amor la danza mova“). Nacheinander erscheinen Lisetta, Alberto, Doralice und Filippo als Türken verkleidet. Weil Lisetta und Doralice sowie Alberto und Filippo identische Gewänder tragen, haben die Paare zunächst Schwierigkeiten, zusammenzufinden, aber schließlich gelingt es ihnen. Nun kommt auch Pomponio in einem lächerlichen Kostüm. Auch er kann seine Tochter nicht erkennen und verursacht auf seiner Suche ein großes Durcheinander (Quintett: „Oh vedite ch’accidente!“). Während der Chor den Narren zur Raison zu bringen versucht, entfernen sich die beiden Paare aus dem Saal.
Letzte Szene. Anselmo sucht nach seiner Tochter, Traversen nach seiner Braut, und Pomponio noch immer nach Lisetta. La Rose erscheint und teilt ihnen mit, dass die Töchter nun verheiratet und mit ihren Gatten auf dem Weg zu ihnen seien, um sie um Verzeihung zu bitten. So geschieht es, und die Väter gewähren die gewünschte Vergebung (Finale II: „Caro padre, perdonate“). Das Fest kann weitergehen, und alle wollen sich täglich an die Zeitung erinnern.

## Gestaltung

### Instrumentation
Die Orchesterbesetzung der Oper enthält die folgenden Instrumente:
- Zwei Flöten / eine Piccoloflöte, zwei Oboen, zwei Klarinetten, ein Fagott
- Zwei Hörner, zwei Trompeten, eine Posaune
- Streicher
- Continuo

### Musiknummern
Die Oper enthält die folgenden Musiknummern:
- Sinfonia

Erster Akt
- Nr. 1. Introduktion (Chor, Alberto, La Rose, Traversen): „Chi cerca il piacere“ (Szene 1)
- Nr. 2. Cavatine (Pomponio): „Co sta grazia, e sta portata“ (Szene 2)
- Nr. 3. Quartett (Traversen, Pomponio, La Rose, Alberto): „Mio signore / Patrò mio“ (Szene 2)
- Nr. 4. Arie (Lisetta): „Presto, dico“ (Szene 4)
- Nr. 5. Quintett (Lisetta, Doralice, Alberto, Filippo, Pomponio): „Già nel capo un giramento“ (Szene 8)
- Nr. 6. Arie (Doralice): „Ah, se spiegar potessi“ (Szene 9)
- Nr. 7. Duett (Pomponio, Lisetta): „Pe da’ gusto a la signora“ (Szene 11)
- Nr. 8. Finale I: „Bondì te pater“ (Szene 13)

Zweiter Akt
- Nr. 9. Arie (La Rose): „Sempre in amore“ (Szene 1)
- Nr. 10. Duett (Filippo, Lisetta): „In bosco ombroso e folto“ (Szene 3)
- Nr. 11. Rezitativ und Arie (Alberto): „Chi creder mai poteva“ (Szene 4)
- Nr. 12. Terzett (Alberto, Filippo, Pomponio): „Primmo fra voi coll’armi“ (Szene 7)
- Nr. 13. Szene und Arie (Lisetta, Doralice): „Fatemi signorina, capir meglio“ (Szene 8)
- Nr. 14. Arie (Filippo): „Quando la fama altera“ (Szene 10)
- Nr. 15. Chor: „Amor la danza mova“ (Szene 11)
- Nr. 16. Quintett (Alberto, Doralice, Filippo, Lisetta, Pomponio): „Oh vedite ch’accidente!“ (Szene 11)
- Nr. 17. Finale II: „Caro padre, perdonate“ (Szene 12)

Besonders erwähnenswert sind laut librettidopera.it:
- Die Arie Albertos in der Introduktion (Nr. 1): „Ho girato il mondo intero“ (erster Akt, Szene 1)
- Das Duett (Nr. 7) von Pomponio und Lisetta: „Pe da’ gusto a la signora“ (erster Akt, Szene 11)
- Das Terzett (Nr. 12) von Pomponio, Alberto und Filippo: „Primmo fra voi coll’armi“ (zweiter Akt, Szene 7)
- Das Quintett (Nr. 16): „Oh vedite ch'accidente!“ (zweiter Akt, Szene 11)

## Werkgeschichte
Für Neapel komponierte Gioachino Rossini vorwiegend ernste Opern, die meist am Teatro San Carlo aufgeführt wurden. Die erste Originalkomposition für dieses Theater war Elisabetta regina d’Inghilterra, die dort am 4. Oktober 1815 aufgeführt wurde. Nach deren Erfolg erhielt Rossini weitere Aufträge für die folgende Spielzeit, darunter den für eine komische Oper, die Ostern 1816 am Teatro dei Fiorentini aufgeführt werden sollte. Die Komposition verzögerte sich jedoch. Rossini kehrte erst Anfang März aus Rom zurück und musste noch eine Hochzeitskantate (Le nozze di Teti e di Peleo) einschieben. Einem Brief an seine Mutter zufolge begann er wohl im Juni mit der Komposition. Weitere Verzögerungen ergaben sich durch die Vorbereitung einer Aufführung des Tancredi am Teatro del Fondo. Vermutlich arbeitete er noch nach Beginn der Proben für La gazzetta an der Orchestrierung. Das Manuskript der Partitur lässt zudem erkennen, dass Rossini mit großer Sorgfalt vorging.
Das Teatro dei Fiorentini galt als Geburtsstätte der speziellen Neapolitanischen Form der Opera buffa.:47f Hier hatte Rossini bereits im Herbst 1815 L’italiana in Algeri und L’inganno felice aufgeführt.:203 Das Publikum hatte daher besonders hohe Erwartungen an das Werk. Hilfreich waren das Libretto von Giuseppe Palomba, das eine Buffo-Rolle in neapolitanischem Dialekt enthält sowie der beliebte einheimische Buffo Carlo Casaccia (genannt „Casaccielo“), der diese Rolle sang. Außerdem übernahm Rossini einige bewährte Sätze aus seinen früheren Opern La pietra del paragone und Il turco in Italia, die in Neapel noch nicht gespielt worden waren.:47f
Vorlage für Palombas Libretto war das 1814 von Giuseppe Mosca vertonte Libretto Avviso al pubblico von Gaetano Rossi, das wiederum auf der 1763 erschienenen Komödie Il matrimonio per concorso von Carlo Goldoni basiert. Die neue Oper wurde merkwürdigerweise als „dramma per musica“ bezeichnet, obwohl es sich um eine Opera buffa handelt.:77 Die gelegentlich zu findende Aussage, nach der Palombas Text von Andrea Leone Tottola überarbeitet wurde, hat sich als falsch erwiesen. Auch andere Komponisten nahmen Goldonis Stück als Grundlage ihrer Opern. Bereits 1776 wurde Niccolò Jommellis Il matrimonio per concorso auf ein Libretto von Gaetano Martinelli gespielt.:77 1813 wurde in Venedig Giuseppe Farinellis Oper Il matrimonio per concorso geben, deren Libretto von Giuseppe Fopa stammte. Zu dieser Zeit komponierte Rossini dort seine L’italiana in Algeri.
Bei der Uraufführung am 26. September 1816 im Teatro dei Fiorentini in Neapel sangen die Bässe Carlo Casaccia (Don Pomponio), Felice Pellegrini (Filippo), Giovanni Pace (Anselmo) und Francesco Sparano (Monsù Traversen), die Sopranistin Margherita Chabrand (Lisetta), die Mezzosopranistinnen Francesca Cardini (Doralice) und Maria Manzi (Madama La Rose) sowie der Tenor Alberigo Curioni (Alberto). Die Uraufführung in Neapel hatte einen großen Erfolg beim Publikum. Es sind 21 Wiederholungen nachweisbar. Die Oper wurde aber von der Presse auch kritisch bewertet. So wurde im Giornale delle due Sicilie das Libretto als vulgär und die Musik teilweise als entsprechend schwach bezeichnet, während die Sänger gelobt wurden. Spätere Rossini-Biographen übernahmen dieses Urteil und werteten La gazzetta als Misserfolg. Zur Karnevalssaison 1828 wurde die Oper im Teatro Carolino in Palermo aufgeführt.
Das Trio der Duell-Szene (Nr. 12) stammt aus La pietra del paragone. Auch der Text beider Fassungen ist nahezu identisch – abgesehen davon, dass Pomponios neapolitanischer Dialekt einige Anpassungen notwendig machte. Aus Il turco in Italia übernahm Rossini drei Stücke: das Maskenball-Quintett, das Duett Fiorilla–Geronio und die Alternativarie Fiorillas (als Nr. 4).:204 Weitere Elemente stammen aus La cambiale di matrimonio, L’equivoco stravagante, La scala di seta und Torvaldo e Dorliska.
Originalkompositionen Rossinis sind das Duett Filippo/Lisetta (Nr. 10) und deren große Arien im zweiten Akt. Die Rezitative und die beiden Sorbetto-Arien der Doralice und der Madama La Rose dagegen wurden von einem anonymen Mitarbeiter komponiert.
Die Ouvertüre verwendete Rossini später auch für La Cenerentola.:50 Sie war möglicherweise ursprünglich für Il barbiere di Siviglia vorgesehen. Die Melodie der Arie Albertos aus Nr. 11 („Ma voce tenera“) verwendete Rossini in insgesamt sieben Opern.
Die im gedruckten Libretto von 1816 enthaltenen Szenen sechs bis acht des ersten Aktes fehlen im Partitur-Manuskript und in zeitgenössischen Abschriften. Das Quintett darin weist einige Ähnlichkeit mit dem Sextett der später komponierten La Cenerentola und der Stretta des ersten Finales in Il barbiere di Siviglia auf. Da es in einer Rezension explizit erwähnt wurde, ist davon auszugehen, dass Rossini diese Szenen tatsächlich komponiert hat und sie aus unbekannten Gründen aus der Partitur entfernt wurden. Sie wurden mittlerweile rekonstruiert. Für die kritische Ausgabe der Fondazione Rossini erstellte Philip Gossett die sechste Szene. Stefano Piana rekonstruierte für die Deutsche Rossini Gesellschaft die Szenen sieben und acht. Er komponierte die Rezitative neu und nutzte für das Quintett passende Abschnitte aus La Cenerentola, La scala di seta und Il barbiere di Siviglia. Die Rekonstruktion wurde 2007 beim Rossini in Wildbad aufgeführt und anschließend auf CD veröffentlicht.:15782 2011 wurde das originale Quintett in Palermo wieder aufgefunden, wo die Oper 1828 aufgeführt worden war. Die vollständige Originalfassung wurde im April 2013 vom New England Conservatory in Boston erstmals wieder aufgeführt.

## Aufnahmen
- 27. September 1960 (live, konzertant aus Neapel, stark gekürzt): Franco Caracciolo (Dirigent), Orchestra „Alessandro Scarlatti“ della RAI di Napoli, Coro del Teatro San Carlo di Napoli. Italo Tajo (Don Pomponio), Angelica Tuccari (Lisetta), Mario Borriello (Filippo), Gianna Galli (Doralice), Leonardo Monreale (Anselmo), Agostino Lazzari (Alberto), Bianca-Maria Casoni (Madama La Rose), Carlo Cava (Monsù Traversen). Memories CD: HR 4458/59, VOCE LP: VOCE-12 (2) mon, Fonit Cetra LP: LAR 17.[7]:15775
- Januar 1977 (stark gekürzt): Bruno Rigacci (Dirigent), Orchester und Chor des Radiotelevisione della Svizzera Italiana Lugano. Mario Chiappi (Don Pomponio), Eva Csapó (Lisetta), Giancarlo Ceccarini (Filippo), Benedetta Pecchioli (Doralice), Giovanni Faverio (Anselmo), Giuseppe Baratti (Alberto), Marissa Brumbry (Madama La Rose), Gino Orlandini (Monsù Traversen). Nuova Era 1172 (2 CD).[7]:15776
- 14. November 1987 (live aus Savona): Fabio Luisi (Dirigent), Orchestra Sinfonica di Piacenza, Coro F. Cilea di Reggio Calabria. Franco Federici (Don Pomponio), Gabriella Morigi (Lisetta), Armando Ariostini (Filippo), Barbara Lavarian (Doralice), Giuseppe de Matteis (Anselmo), Paolo Barbacini (Alberto), Adriana Cicogna (Madama La Rose), Giacomo Colafelice (Monsù Traversen). Bongiovanni CD: 2071/72-2.[7]:15777
- 1995 (live aus Putbus): Wilhelm Keitel (Dirigent), Minsk Orchestra, Chamber Chorus Motet et Madrigal Poznan. Ezio Maria Tirsi (Don Pomponio), Teresa Verdera (Lisetta), Gianpiero Ruggeri (Filippo), Mojka Vedernjak (Doralice), Kasimierz Sergiel (Anselmo), Patrizio Saudelli (Alberto), Angelika Kirchhof (Madama La Rose), Christian Tschelebiew (Monsù Traversen). DS CD: DS 1053-2.[7]:15778
- 11. August 2001 (Video, live vom Rossini Opera Festival Pesaro, Secco-Rezitative gekürzt, Chor Nr. 15 ohne Wiederholung): Maurizio Barbacini (Dirigent), Dario Fo (Inszenierung), Orchestra Giovanile del Festival, Prague Chamber Chorus. Bruno Praticò (Don Pomponio), Stefania Bonfadelli (Lisetta), Pietro Spagnoli (Filippo), Marisa Martins (Doralice), Christoforos Stamboglis (Anselmo), Antonio Siragusa (Alberto), Laura Polverelli (Madama La Rose), Gianpiero Ruggeri (Monsù Traversen). Rossini Opera Festival 11043 (2 CD), Premiere Opera DVD 5944 (1 DVD).[7]:15779
- Juli 2005 (Video, live aus Barcelona): Maurizio Barbacini (Dirigent), Dario Fo (Inszenierung), Orquestra Simfónica del Gran Teatro del Liceu, Intermezzo Choir. Bruno Praticò (Don Pomponio), Cinzia Forte (Lisetta), Pietro Spagnoli (Filippo), Marisa Martins (Doralice), Marc Canturri (Anselmo), Charles Workman (Alberto), Agata Bienkowska (Madama La Rose), Simón Orfila (Monsù Traversen). Opus Arte OA 0953D (2 DVD).[7]:15780
- 9. August 2005 (live vom Rossini Opera Festival Pesaro): Antonello Allemandi (Dirigent), Orquesta Sinfonica de Galicia, Prague Chamber Chorus. Bruno Praticò (Don Pomponio), Cinzia Forte (Lisetta), Lorenzo Regazzo (Filippo), Francesca Provvisionato (Doralice), Andrea Porta (Anselmo), José Manuel Zapata (Alberto), Manuela Custer (Madama La Rose), Paolo Bordogna (Monsù Traversen).[7]:15781
- Juli 2007 (live vom Festival Rossini in Wildbad, Rekonstruktion der Urfassung): Christopher Franklin (Dirigent), Czech Chamber Soloists Prague, Coro del Conservatorio San Pietro a Majella Napoli. Marco Cristarella Orestano (Don Pomponio), Judith Gauthier (Lisetta), Giulio Mastrototaro (Filippo), Rossella Bevacqua (Doralice), Vincenzo Bruzzaniti (Anselmo), Michael Spyres (Alberto), Maria Soulis (Madama La Rose), Filippo Polinelli (Monsù Traversen). Naxos CD i. V.[7]:15782
- 2015 (Video; live vom Rossini Opera Festival Pesaro): Enrique Mazzola (Dirigent), Orchester und Chor des Teatro Comunale di Bologna. Nicola Alaimo (Don Pomponio), Hasmik Torosyan (Lisetta), Vito Priante (Filippo), Raffaella Lupinacci (Doralice), Dario Shikhmiri (Anselmo), Maxim Mironow (Alberto), Josè Maria Lo Monaco (Madama La Rose), Andrea Vincenzo Bonsignore (Monsù Traversen), Ernesto Lama (Tommasino). Unitel Classica A 000 50033.[9]